# 黒田長高
黒田 長高（くろだ ながたか、1952年〈昭和27年〉7月4日 - ）は、東京都港区出身の日本の実業家。
筑前国福岡藩黒田家当主で、黒田長政から数えて16代目に当たる。

## 経歴
黒田家第15代当主の黒田長久の次男として、かつての福岡藩中屋敷が所在した東京都港区で生まれる。兄がいるが、病弱であったという。
1971年明治学院高等学校卒業、1975年明治学院大学卒業。大学卒業後は、タイヤ販売会社や不動産会社で勤務。1983年に藩祖の黒田如水の名を冠した不動産会社の「如水興産」を設立し、社長を務めている。主にかつての藩邸などが所在した港区を中心に事業を展開している。
また、「黒田奨学会」総裁や旧福岡藩士子孫らによる如水と長政の顕彰団体「藤香会」名誉顧問を務めている。
2003年に「博多どんたく港まつり」に参加し、黒田家子孫としては132年ぶりに博多松囃子一行の訪問を受けるなど現在も旧領の福岡県とは交流を続けている。

## 系譜
- 祖父：黒田長礼 - 鳥類学者
- 祖父：醍醐忠重
- 祖母：黒田茂子
- 祖母：毛利顕子 - 毛利元昭の娘
- 父：黒田長久 - 鳥類学者
- 母：醍醐和子 - 醍醐忠重の娘
- 兄：黒田長明（）（1949年8月 - 1980年8月）[5]
- 妻：由佳子 - 杉浦文治の娘[1]
- 娘：黒田絢子
- 娘婿：黒田裕大 - 山形県出身。東久留米市の学校法人自由学園数学科教諭